# Santa Maria Immacolata di Lourdes a Boccea (titre cardinalice)
Le titre cardinalice de Santa Maria Immacolata di Lourdes a Boccea (Sainte Marie Immaculée de Lourdes à Boccea) est érigé par le pape Jean-Paul II le 25 mai 1985.
Il est rattaché à l'église homonyme située dans le quartier Aurelio à Rome.

## Titulaires
- Juan Francisco Fresno Larraín (1985-2004)
- Nicholas Cheong Jin-Suk (2006-2021)
- Richard Baawobr (2022)
- François-Xavier Bustillo (depuis 2023)